# Peru na Zimowych Igrzyskach Olimpijskich Młodzieży 2012
Peru na Zimowych Igrzyskach Olimpijskich Młodzieży 2012, które odbywały się w Innsbrucku, reprezentowała 1 zawodniczka.

## Skład reprezentacji Peru

### Narciarstwo alpejskie
Dziewczęta
| Zawodniczka   | Konkurencja   | Wyniki           | Wyniki           | Wyniki           | Wyniki           |
| Zawodniczka   | Konkurencja   | Runda 1          | Runda 2          | Razem            | Miejsce          |
| ------------- | ------------- | ---------------- | ---------------- | ---------------- | ---------------- |
| Isabella Todd | Slalom        | 1:43.15          | 1:38.85          | 3:22.00          | 28.              |
| Isabella Todd | Slalom gigant | Nie wystartowała | Nie wystartowała | Nie wystartowała | Nie wystartowała |